# Tanganasoga

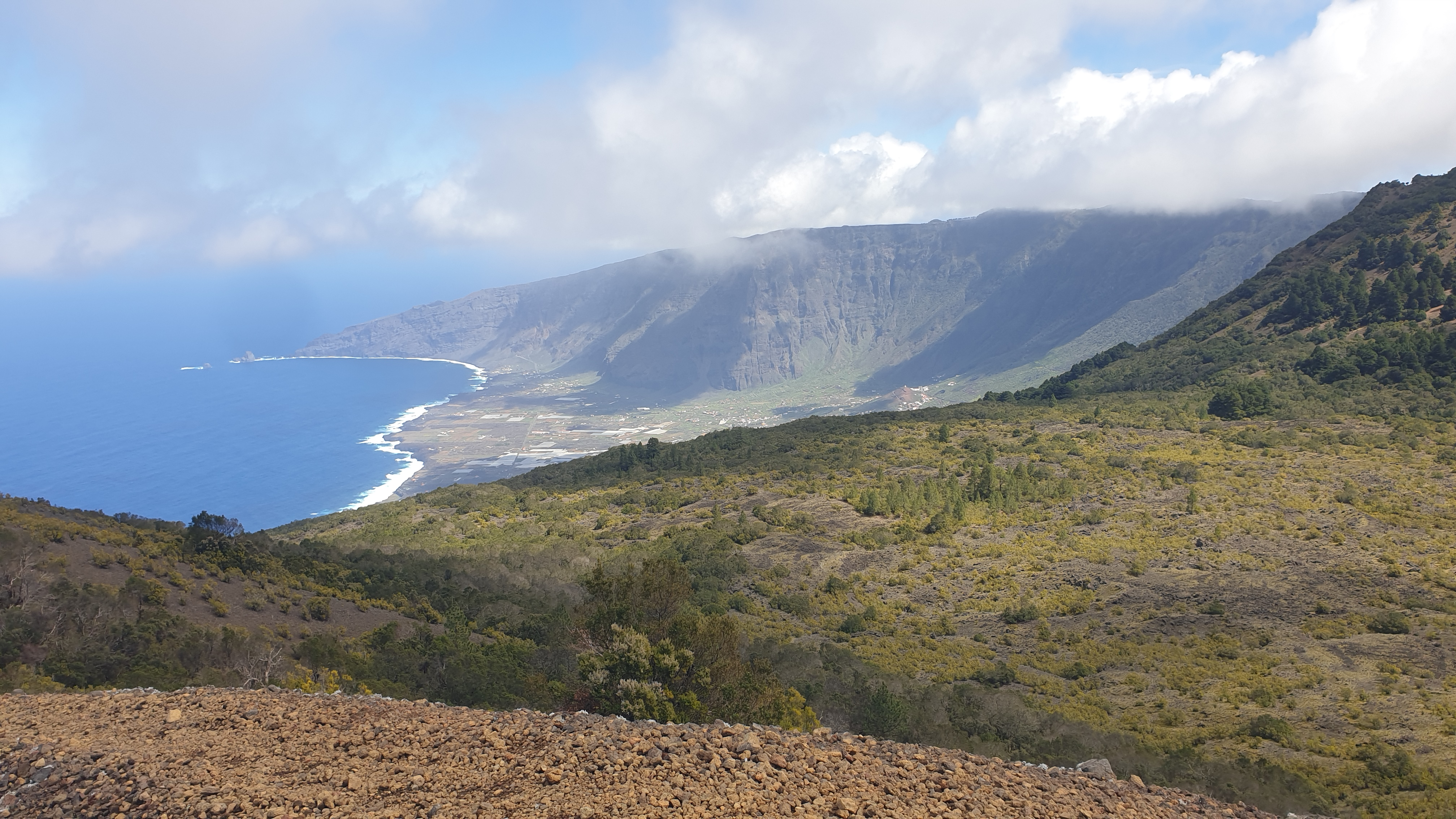
Uitzicht vanaf de Tanganasoga vulkaan richting de Golfvallei.

De Tanganasoga is een 1384 m hoge vulkaan op het Canarische eiland El Hierro.
De Taganasoga is momenteel de grootste en meest actieve vulkaan van het eiland.

## Geografie
De vulkaan ligt in de gemeente La Frontera, op de oost-westelijke rift die deel uitmaakt van de Y-vormige ruggengraat van het eiland. Hij ligt een tweetal kilometer westelijk van de hoogste top van het eiland, de Pico de Malpaso (1501 m)

## Geologie
De top is 1384 m hoog en bestaat uit een sintelkegel. De vulkaan is ongeveer 6700 jaar geleden ontstaan bovenop de resten van een oudere schildvulkaan, El Golfo, na een aardverschuiving die een groot deel van deze laatste in zee deed storten.
De vulkaantop bestaat vooral uit tefra, gaande van vulkanische as tot vulkanische bommen, en omvat meerdere kraters.

## Vulkanische activiteit
Op El Hierro zijn in het recente verleden slechts twee vulkaanuitbarstingen geregistreerd. De eerste was in 1793 van de Volcan de Lomo Negro, een vulkaan enkele kilometers naar het westen, die een maand aanhield. De meest recente uitbarsting vond plaats in 2011-2012 in zee voor La Restinga in de zuidoostelijke hoek van het eiland. Beide uitbarstingen worden in verband gebracht met de magmakamer onder de vulkaan Tanganasoga. Tijdens de uitbarsting van 2011-2012 onderging deze een snelle inflatie, verhoogde de uitstoot van koolstofdioxide rond de vulkaan en werden meerdere kleine bevingen geregistreerd.

## Beklimming
De Tanganasoga ligt vlak bij de lokale wandeling PR-EH1 tussen La Restinga en Pozo de la Salud.